# مبانی نظری
مبانی نظری (به انگلیسی Theoretical Foundations)به آن نظریه‌ها، چارچوب‌ها، یا مدل‌ها یا مفاهیمی گفته می‌شود در پایه‌ریزی یک طرح یا برنامه یا تحقیق مدنظر پژوهشگران یا کنشگران قرار می‌گیرد و به آن یا آن‌ها استناد می‌شود. طبق نظر هیکس که مبانی نظری مختلف تحقیقات و برنامه‌های فناوری اطلاعات را بررسی کرده‌است، مبانی نظری تحقیقات و اقدامات در حوزه فناوری اطلاعات و ارتباطات به شرح زیر می باشد.
اقدامات و پژوهش‌های نظریه پایه: این اقدامات و تحقیقات به یک نظریه شناخته شده استناد می‌کنند، مثلاً نظریه ساخت یابی آنتونی گیدنز
اقدامات و پژوهش‌های چارچوب پایه: این گونه نظریات و تحقیقات به چارچوب‌هایی که از کارهای نظری استخراج شده‌است استناد می‌کنند، مثلاً ممکن است از دیدگاه‌هایی که حول رشته علوم سیاسی شکل گرفته‌است چارچوبی برای بررسی دیدگاه‌های مختلف حول مقررات‌گذاری ایجاد شود.
اقدامات و پژوهش‌های مدل پایه: این نوع اقدامات و پژوهش‌ها ازمدل‌هایی استفاده می‌کنند که در ایجاد خود آن مدل از تحقیقات و مبانی نظری مشخصی استفاده نشده‌است، مثل تحقیقاتی که در آنها از مدل سطوح وب استفاده می‌کنند (سطح اطلاعات، تعامل، تراکنش و تحول)
اقدامات و پژوهش‌های شماتیک: این تحقیقات شمایی از آنچه قصد پیاده‌سازی آن را دارند عرضه می‌کنند و آن را معادل مبانی نظری فرض می‌کنند، مثلاً معماری داده را با مبانی نظری یکسان فرض می‌کنند.
اقدامات و پژوهش‌های مفهوم پایه: این نوع اقدامات یک مفهوم خاص برای مقصود طرح اقدام خود استفاده می‌کنند مثلاً مفهوم توسعه پایدار می‌تواند برای شکل‌دادن به طرح یک تحقیق یا برنامه استفاده شود.
اقدامات و پژوهش‌های مقوله پایه: این نوع اقدامات و پژوهش‌ها می‌توانند فهرستی از مقالات را تهیه و بر آن اساس عمل کنند مثلاً عوامل موفقیت در اجرای پروژه مخابرات روستایی می‌تواند در برنامه‌ریزی یا طرح تحقیق استفاده شود.
اقدامات و پژوهش‌های بی چارچوب، این نوع اقدامات و پژوهش‌ها از هیچ چارچوب مشخص و مدونی استفاده نمی‌کنند و تنها یک سری ایده و و داده عرضه می‌کنند.
در یک رساله دکتری مبانی نظری دانشجو را راهنمایی می‌کند که چه متغییرهایی باید بررسی شوند و باید به دنبال یافتن کدام هم بستگی‌ها و روش‌های آماری  باشد. برخی معتقدند که مبانی نظری باید حتماً مجموعه‌ای از قوانین و اصول باشند که برای پیش‌بینی و توصیف مجموعه‌ای از پدیده‌ها استفاده می‌شود.